# Víktor Mélnikov
Víktor Mélnikov –en ruso, Виктор Мельников– (10 de julio de 1944) es un deportista soviético que compitió en remo. Ganó una medalla de plata en el Campeonato Mundial de Remo de 1970, en la prueba de ocho con timonel.

## Palmarés internacional
| Campeonato Mundial | Campeonato Mundial      | Campeonato Mundial | Campeonato Mundial |
| Año                | Lugar                   | Medalla            | Prueba             |
| ------------------ | ----------------------- | ------------------ | ------------------ |
| 1970               | St. Catharines (Canadá) | Medalla de plata   | Ocho con timonel   |